# Slovenien i Eurovision Song Contest 2017
Slovenien deltog i Eurovision Song Contest 2017 i Kiev, Ukraina. Landet representerades av Omar Naber med låten "On My Way"
2 semifinaler och en final var upplägget.

## Semifinal 1
Hölls 17 februari.
| Nr | Artist      | Sång         |
| -- | ----------- | ------------ |
| 1  | KiNG FOO    | "Wild Ride"  |
| 2  | Nika Zorjan | "Fse"        |
| 3  | Tosca Beat  | "Free World" |
| 4  | Lea Sirk    | "Freedom"    |
| 5  | Sell Out    | "Ni panike"  |
| 6  | Zala        | "Lalalatino" |
| 7  | Alya        | "Halo"       |
| 8  | Omar Naber  | "On My Way"  |

## Semifinal 2
Hölls 18 februari.
| Nr | Artist                                     | Sång                 |
| -- | ------------------------------------------ | -------------------- |
| 1  | Clemens                                    | "Tok ti sede"        |
| 2  | Raiven                                     | "Zažarim"            |
| 3  | Kataya & Duncan Kamakana                   | "Are You There"      |
| 4  | BQL                                        | "Heart of Gold"      |
| 5  | Ina Shai                                   | "Colour Me"          |
| 6  | United Pandaz & Arsello feat. Alex Volasko | "Heart to Heart"     |
| 7  | Tim Kores                                  | "Open Fire"          |
| 8  | Nuška Drašček                              | "Flower in the Snow" |

## Finalen
Hölls 23 februari.
| Nr | Artist        | Sång                 | Poäng (Jury) | Poäng (Tele) | Total | Placering |
| -- | ------------- | -------------------- | ------------ | ------------ | ----- | --------- |
| 1  | Sell Out      | "Ni Panike"          | 0            | 24           | 24    | 6         |
| 2  | Nuška Drašček | "Flower in the Snow" | 56           | 12           | 68    | 4         |
| 3  | Tim Kores     | "Open Fire"          | 10           | 0            | 10    | 8         |
| 4  | Nika Zorjan   | "Fse"                | 20           | 36           | 56    | 5         |
| 5  | KiNG FOO      | "Wild Ride"          | 14           | 0            | 14    | 7         |
| 6  | Omar Naber    | "On My Way"          | 64           | 60           | 124   | 1         |
| 7  | BQL           | "Heart of Gold"      | 42           | 72           | 114   | 2         |
| 8  | Raiven        | "Zažarim"            | 46           | 48           | 94    | 3         |

## Under Eurovision
Slovenien deltog i den första semifinalen men misslyckades att nå finalen. 